# Пономаренко Таїсія Василівна
Таїсія Василівна Пономаренко (26 грудня 1925 року, хутір Варзорівка, нині Ширяївський район Одеської області — 2002) — українська співачка (лірико-драматичне сопрано), народна артистка УРСР (1962).

## З життєпису
В 1950 році Таїсія Пономаренко закінчила Одеську консерваторію (учениця Н. М. Бартош-Седенко). В 1944—1950 рр. — солістка Одеського театру опери і балету. З 1951 по 1971 рік — солістка Київського театру опери і балету. У 1974 1978 рр. — солістка Київської філармонії.
Партії: Оксана («Запорожець за Дунаєм» Гулака-Артемовського), Наталка («Наталка Полтавка» Лисенка), Ліза, Татьяна, Марія («Пікова дама», «Євгеній Онєгін», «Мазепа» Чайковського), Тамара («Демон» Рубінштейна), Наташа («Русалка» Даргомижського), Недда («Паяци» Леонкавалло), Шевцова («Молода гвардія» Мей-туса), Мар'яна («Арсенал» Г. Майбороди), Оксана («Перша весна» Жуковського), Катерина Ізмайлова (однойменна опера Д. Шостаковича).
Нагороджена орденами Трудового Красного Знамени, «Знак Почета», медалями.